# Латвийский рубль
Латви́йский рубль (латыш. Latvijas rublis) — официальная валюта Латвии в периоды с 22 марта 1919 года до 3 августа 1922 года и с 7 мая 1992 года по 5 марта 1993 года. Состоял из 100 копеек. Неофициальным названием латвийского рубля 1992 года было «репшик» — по фамилии Эйнарса Репше, президента банка Латвии в то время.

## История

### 1919—1922
В 1915 году германские войска оккупировали часть Курляндии (Либаву, Митаву), летом 1917 года немцы форсировали Западную Двину, в сентябре оккупировали Ригу, в феврале 1918 года Двинск, а затем всю Латвию. Основным платёжным средством этой оккупированной территории до середины 1919 года, кроме немецкой марки, был оккупационный ост-рубль. Кроме того, также параллельно, но неофициально продолжали обращаться рубль Российской Империи, либавский рубль, осенью 1919 — митавская марка.
Оккупационная власть обрушилась после поражения Германии в Первой мировой войне и Ноябрьской революции в Германии (1918). 4 декабря 1918 года, после установления в Прибалтике советской власти, было сформировано временное правительство Латвийской ССР. К январю 1919 года советская власть установилась практически во всей Латвии (за исключением Лиепаи). В феврале 1919 года советским правительством издан декрет, провозгласивший национализацию банков и создание банка Советской Социалистической Республики Латвия.
По причине нехватки мелких денежных купюр правительство Латвии 19 февраля 1919 года позволило городу Риге выпустить разменные знаки достоинством в 1, 3, 5 и 10 рублей на общую сумму более 20 млн рублей. Все купюры были с гербом: молот и коса на красной звезде, с надписью по-латышски «Пролетарии всех стран, соединяйтесь». При изготовлении использовалась бумага германского производства.
22 марта 1919 года прогерманским правительством Андриевса Ниедры были выпущены латвийские рубли, равные 100 латвийским копейкам. Латвийский рубль равнялся полутора российским.
22 мая 1919 года после взятия Риги правительство Андриевса Ниедры объявило разменные знаки Рижского Совета недействительными. Остались большие запасы незаконченных знаков, использовавшиеся впоследствии для печатания почтовых марок Латвии. В том же году правительство Андриевса Ниедры было свергнуто. Новое правительство Карлиса Улманиса печатало такие же деньги, но с другой подписью, и признавало выпущенные прежним правительством банкноты легальным платёжным средством. Латвийский рубль приравнивался к одному острублю, двум остмаркам, полутора рублям царской России.
В период с апреля 1919 года по август 1922 года были выпущены банкноты номиналом в 5, 10, 25, 50 копеек и 1, 5, 10, 25, 50, 100, 500 рублей. Монеты не выпускались.
3 августа 1922 года кабинет министров страны объявил новой национальной валютой латвийский лат. Прежняя валюта обменивалась на лат в соотношении 50:1.

### 1992—1993
2 марта 1990 года Верховным Советом Латвийской ССР было принято решение о восстановлении Банка Латвии.
Первое время после обретения в сентябре 1991 года полной независимости, валютой Латвии оставался советский рубль. Созданный вскоре комитет по реформе денег Латвийской Республики 2 мая 1992 года принял решение ввести временную денежную единицу — латвийский рубль. Эта мера была обусловлена нехваткой наличности в обращении, грозившей вылиться в серьёзный социальный кризис. Так, если в феврале 1992 года количество вывезенных из Латвии денежных средств превышало количество ввезённых на 122 миллиона советских рублей (5,9 %), то уже в апреле того же года это значение равнялось 686 миллионам (29,2 %).
7 мая 1992 года новая валюта вышла в обращение. Были отпечатаны банкноты достоинством в 1, 5, 20, 50, 200 и 500 рублей, а несколько позже и банкноты достоинством в 2 и 10 рублей. Обмен советских рублей на латвийские происходил в соотношении один к одному. Первое время латвийский рубль имел проблемы в связи с нежеланием рынка принимать его. После введения дополнительных административных мер за отказ принимать денежные знаки банка Латвии (от штрафа до административного ареста) ситуация изменилась, и латвийский рубль постепенно вытеснил советский.
До 20 июля 1992 года латвийский рубль имел параллельное хождение с советским рублем, после чего был объявлен единственным законным платёжным средством на территории Латвии. К марту 1993 года 100 российских рублей стоили 17—18 латвийских.
5 марта 1993 года латвийский рубль был заменён новой национальной валютой — латом. Обмен совершался исходя из соотношения: 1 лат = 200 латвийским рублям. Латвийский рубль имел параллельное хождение с латом до 18 октября 1993 года.

## Банкноты

### Боны Рижского Совета рабочих депутатов 1919 года
1 и 3 рубля выпускались по декрету от 7 апреля 1919 года, а 5 и 10 рублей — по декрету от 2 мая 1919 года. Эскизы денежных знаков были изготовлены профессиональными художниками: К. Убанс — 1 руб; А. Цирулис — 3 руб; Л. Либертс — 5 руб; Б. Дзенис — 10 руб. Боны отпечатаны методом литографии на бумаге германского производства.
| Банкноты рижской серии 1919 года         | Банкноты рижской серии 1919 года | Банкноты рижской серии 1919 года | Банкноты рижской серии 1919 года | Банкноты рижской серии 1919 года | Банкноты рижской серии 1919 года | Банкноты рижской серии 1919 года | Банкноты рижской серии 1919 года | Банкноты рижской серии 1919 года | Банкноты рижской серии 1919 года | Банкноты рижской серии 1919 года |
| Изображение                              | Изображение                      | Номинал (рублей)                 | Размеры (мм)                     | Основной цвет                    | Описание | Описание | Описание                         | Тираж (экз.)                     | Дата                             | Дата                             |
| Лицевая сторона                          | Оборотная сторона                | Номинал (рублей)                 | Размеры (мм)                     | Основной цвет                    | Лицевая сторона | Оборотная сторона | Водяной знак                     | Тираж (экз.)                     | печати                           | отмены                           |
| ---------------------------------------- | -------------------------------- | -------------------------------- | -------------------------------- | -------------------------------- | --- | --- | -------------------------------- | -------------------------------- | -------------------------------- | -------------------------------- |
|                                          |                                  | 1                                | 93×53                            | бежевый                          | Красная звезда с молотом и косой сочетается с изображением зубчатого колеса (кроме 1 рубля), символизируя труд народа республики. Эти композиции изображены на фоне стилизованных лучей солнца. Надписи на латышском языке: «Рижский Совет народных депутатов. Пролетарии всех стран, соединяйтесь. Разменный знак — законное платежное средство, действительное до 1 января 1920 года в городе Риге и уезде» | Обозначение номинала. Надписи на латышском языке: «Подделка разменного знака, а также распространение поддельного денежного знака несет за собой ответственность перед революционным трибуналом и привлечение к высшей мере наказания» | 6-конечные звёзды                | 1 043 066                        | 1919                             | 1919                             |
|                                          |                                  | 3                                | 113×61                           | зелёный                          | Красная звезда с молотом и косой сочетается с изображением зубчатого колеса (кроме 1 рубля), символизируя труд народа республики. Эти композиции изображены на фоне стилизованных лучей солнца. Надписи на латышском языке: «Рижский Совет народных депутатов. Пролетарии всех стран, соединяйтесь. Разменный знак — законное платежное средство, действительное до 1 января 1920 года в городе Риге и уезде» | Обозначение номинала. Надписи на латышском языке: «Подделка разменного знака, а также распространение поддельного денежного знака несет за собой ответственность перед революционным трибуналом и привлечение к высшей мере наказания» | 6-конечные звёзды                | 995 580                          | 1919                             | 1919                             |
|                                          |                                  | 5                                | н/д                              | синий                            | Красная звезда с молотом и косой сочетается с изображением зубчатого колеса (кроме 1 рубля), символизируя труд народа республики. Эти композиции изображены на фоне стилизованных лучей солнца. Надписи на латышском языке: «Рижский Совет народных депутатов. Пролетарии всех стран, соединяйтесь. Разменный знак — законное платежное средство, действительное до 1 января 1920 года в городе Риге и уезде» | Обозначение номинала. Надписи на латышском языке: «Подделка разменного знака, а также распространение поддельного денежного знака несет за собой ответственность перед революционным трибуналом и привлечение к высшей мере наказания» | 6-конечные звёзды                | 130 000                          | 1919                             | 1919                             |
|                                          |                                  | 10                               | 113×72                           | светло-красный                   | Красная звезда с молотом и косой сочетается с изображением зубчатого колеса (кроме 1 рубля), символизируя труд народа республики. Эти композиции изображены на фоне стилизованных лучей солнца. Надписи на латышском языке: «Рижский Совет народных депутатов. Пролетарии всех стран, соединяйтесь. Разменный знак — законное платежное средство, действительное до 1 января 1920 года в городе Риге и уезде» | Обозначение номинала. Надписи на латышском языке: «Подделка разменного знака, а также распространение поддельного денежного знака несет за собой ответственность перед революционным трибуналом и привлечение к высшей мере наказания» | рейнские волны                   | 236 664                          | 1919                             | 1919                             |
| Масштаб изображений — 1,0 пикселя на мм. |                                  |                                  |                                  |                                  | | |                                  |                                  |                                  |                                  |

### БанкнотыЛатвийской Республики1919—1920 года
Имеются несколько разновидностей.
Дизайн одной из разновидностей латвийских рублей этого периода принадлежит Юлию Мадерниексу. И рубли, и копейки были выпущены только в бумажных деньгах.
| Банкноты серий 1919—1920 годов | Банкноты серий 1919—1920 годов | Банкноты серий 1919—1920 годов | Банкноты серий 1919—1920 годов | Банкноты серий 1919—1920 годов | Банкноты серий 1919—1920 годов               | Банкноты серий 1919—1920 годов               | Банкноты серий 1919—1920 годов | Банкноты серий 1919—1920 годов | Банкноты серий 1919—1920 годов |
| Изображение                    | Изображение                    | Номинал                        | Размеры (мм)                   | Основные цвета                 | Описание                                     | Описание                                     | Описание                       | Дата                           | Дата                           |
| Лицевая сторона                | Оборотная сторона              | Номинал                        | Размеры (мм)                   | Основные цвета                 | Лицевая сторона                              | Оборотная сторона                            | Водяной знак                   | печати                         | отмены                         |
| ------------------------------ | ------------------------------ | ------------------------------ | ------------------------------ | ------------------------------ | -------------------------------------------- | -------------------------------------------- | ------------------------------ | ------------------------------ | ------------------------------ |
|                                |                                | 5 копеек                       | 55 x 36                        | красный                        | обозначение номинала, под ним надпись «KAP.» | обозначение номинала, под ним надпись «KAP.» | н/д                            | 1920                           | 1922                           |
|                                |                                | 10 копеек                      | 55 x 36                        | голубой                        | обозначение номинала, под ним надпись «KAP.» | обозначение номинала, под ним надпись «KAP.» | н/д                            | 1920                           | 1922                           |
|                                |                                | 25 копеек                      | 55 x 36                        | коричневый                     | обозначение номинала, под ним надпись «KAP.» | обозначение номинала, под ним надпись «KAP.» | н/д                            | 1920                           | 1922                           |
|                                |                                | 50 копеек                      | 55 x 36                        | пурпурный                      | обозначение номинала, под ним надпись «KAP.» | обозначение номинала, под ним надпись «KAP.» | н/д                            | 1920                           | 1922                           |
|                                |                                | 1 рубль                        | н/д                            | светло-коричневый              | н/д                                          | н/д                                          | н/д                            | 1919                           | 1922                           |
|                                |                                | 1 рубль (вариант)              | н/д                            | зелёный                        | н/д                                          | н/д                                          | н/д                            | 1919                           | 1922                           |
|                                |                                | 5 рублей                       | н/д                            | синий                          | н/д                                          | н/д                                          | н/д                            | 1919                           | 1922                           |
|                                |                                | 10 рублей                      | н/д                            | красный                        | н/д                                          | н/д                                          | н/д                            | 1919                           | 1922                           |
|                                |                                | 25 рублей                      | н/д                            | сиреневый                      | н/д                                          | н/д                                          | н/д                            | 1919                           | 1922                           |
|                                |                                | 50 рублей                      | н/д                            | коричневый                     | н/д                                          | н/д                                          | н/д                            | 1919                           | 1922                           |
|                                |                                | 100 рублей                     | н/д                            | бежевый                        | н/д                                          | н/д                                          | н/д                            | 1919                           | 1922                           |
|                                |                                | 500 рублей                     | н/д                            | зелёный                        | н/д                                          | н/д                                          | н/д                            | 1920                           | 1922                           |
|                                |                                |                                |                                |                                |                                              |                                              |                                |                                |                                |

### Банкноты Латвийской Республики 1992 года
Банкноты были отпечатаны в Рижской образцовой типографии. Дизайн латвийских рублей этой серии разработал К. Шмельков. Первоначально часть тиража была напечатана без номеров, и номера переводились по типу переводных картинок, мокрым способом, отчего краска вокруг них несколько расплылась. В народе эта серия получила прозвище «репшики», по имени тогдашнего президента Банка Латвии Эйнарса Репше.
| Серия 1992 года                                 | Серия 1992 года   | Серия 1992 года  | Серия 1992 года | Серия 1992 года      | Серия 1992 года | Серия 1992 года      | Серия 1992 года | Серия 1992 года | Серия 1992 года |
| Изображение                                     | Изображение       | Номинал (рублей) | Размеры (мм)    | Основные цвета       | Описание | Описание             | Дата выхода     | Дата изъятия    |                 |
| Лицевая сторона                                 | Оборотная сторона | Номинал (рублей) | Размеры (мм)    | Основные цвета       | Лицевая сторона | Оборотная сторона    | Дата выхода     | Дата изъятия    |                 |
| ----------------------------------------------- | ----------------- | ---------------- | --------------- | -------------------- | --- | -------------------- | --------------- | --------------- | --------------- |
|                                                 |                   | 1                | 120×60          | жёлтый коричневый    | В фигурной рамке надпись на латышском языке: «Временный денежный знак банка Латвии». Под номиналом — факсимильные подписи президента и кассира Банка Латвии. | Обозначение номинала | 1992            | 1993            |                 |
|                                                 |                   | 2                | 120×60          | красно- оранжевый    | В фигурной рамке надпись на латышском языке: «Временный денежный знак банка Латвии». Под номиналом — факсимильные подписи президента и кассира Банка Латвии. | Обозначение номинала | 1992            | 1993            |                 |
|                                                 |                   | 5                | 120×60          | синий голубой        | В фигурной рамке надпись на латышском языке: «Временный денежный знак банка Латвии». Под номиналом — факсимильные подписи президента и кассира Банка Латвии. | Обозначение номинала | 1992            | 1993            |                 |
|                                                 |                   | 10               | 120×60          | розовый              | В фигурной рамке надпись на латышском языке: «Временный денежный знак банка Латвии». Под номиналом — факсимильные подписи президента и кассира Банка Латвии. | Обозначение номинала | 1992            | 1993            |                 |
|                                                 |                   | 20               | 120×60          | фиолетовый           | В фигурной рамке надпись на латышском языке: «Временный денежный знак банка Латвии». Под номиналом — факсимильные подписи президента и кассира Банка Латвии. | Обозначение номинала | 1992            | 1993            |                 |
|                                                 |                   | 50               | 120×60          | бирюзовый            | В фигурной рамке надпись на латышском языке: «Временный денежный знак банка Латвии». Под номиналом — факсимильные подписи президента и кассира Банка Латвии. | Обозначение номинала | 1992            | 1993            |                 |
|                                                 |                   | 200              | 120×60          | зелёный              | В фигурной рамке надпись на латышском языке: «Временный денежный знак банка Латвии». Под номиналом — факсимильные подписи президента и кассира Банка Латвии. | Обозначение номинала | 1992            | 1993            |                 |
|                                                 |                   | 500              | 120×60          | оранжевый коричневый | В фигурной рамке надпись на латышском языке: «Временный денежный знак банка Латвии». Под номиналом — факсимильные подписи президента и кассира Банка Латвии. | Обозначение номинала | 1992            | 1993            |                 |
| Масштаб изображений — 1,0 пикселя на миллиметр. |                   |                  |                 |                      | |                      |                 |                 |                 |